# فريدريك بولوك
فريدريك بولوك (بالإنجليزية: Frederick William Bullock)‏ هو سياسي أسترالي وبريطاني (وحمل سابقاً جنسية المملكة المتحدة لبريطانيا العظمى وأيرلندا)، ولد في 7 أغسطس 1851 في المملكة المتحدة لبريطانيا العظمى وأيرلندا، وتوفي في 31 مايو 1931 في جنوب أستراليا في أستراليا. انتخب Lord Mayor of Adelaide ‏ وقد انضم خلال فترته النيابية (1891 – 1892)  للكتلة البرلمانية مستقل.